# Брунеро, Джованни
Джова́нни Джузе́ппе Бруне́ро (итал. Giovanni Giuseppe Brunero; 15 марта 1898, Сан-Маурицио-Канавезе, Пьемонт — 23 ноября 1934, Чирие, Пьемонт) — итальянский шоссейный велогонщик, выступавший на профессиональном уровне в период 1920—1929 годов. Трёхкратный победитель «Джиро д’Италия» (1921, 1922, 1926), победитель «Милан — Сан-Ремо» (1922) и дважды «Джиро ди Ломбардия» (1923, 1924).

## Биография
Джованни Брунеро родился 4 октября 1895 года в коммуне Сан-Маурицио-Канавезе провинции Турин, Италия.
Впервые заявил о себе в шоссейном велоспорте в 1919 году, став чемпионом Италии среди любителей и выиграв гонку «Коппа дель Ре».
Дебютировал на профессиональном уровне в сезоне 1920 года в составе команды Legnano. Отметился победой на «Джиро дель Эмилия», был вторым на «Джиро ди Ломбардия», третьим на чемпионате Италии в групповой гонке, пятым на «Милан — Сан-Ремо». Также в этом сезоне впервые принял участие в супервеломногодневке «Джиро д’Италия», но сошёл с дистанции в ходе одного из этапов.
В 1921 году выиграл генеральную классификацию и седьмой этап «Джиро д’Италия», победил на «Джиро дель Пьемонте», стал вторым в зачёте итальянского национального первенства, на «Милан — Сан-Ремо», «Милан — Турин», «Джиро дель Эмилия», «Джиро делла Провинция ди Милан» (вместе с Альфредо Сивоччи), показал четвёртый результат на «Джиро ди Ломбардия».
В 1922 году вновь одержал победу в генеральной классификации «Джиро д’Италия», добавив также в послужной список победы на седьмом и десятом этапах. Кроме того, был лучшим на «Милан — Сан-Ремо», «Джиро делла Провинция ди Милан» (вместе с Гаэтано Беллони), чемпионате Пьемонта, занял третье место на чемпионате Италии и «Джиро ди Романья», был пятым на «Джиро ди Ломбардия».
В 1923 году показал второй результат на «Джиро д’Италия», уступив своему главному сопернику на протяжении большей части карьеры Костанте Джирарденго. Отметился победами на «Джиро ди Ломбардия», «Джиро делла Провинция ди Милан» (вместе с Костанте Джирарденго), «Джиро ди Романья», финишировал вторым на чемпионате Италии и «Джиро дель Венето», третьим на «Джиро ди Тоскана» и «Милан — Турин», четвёртым на «Милан — Сан-Ремо».
В 1924 году в первый и единственный раз принял участие в «Тур де Франс», сумел выиграть десятый этап, но в ходе четырнадцатого этапа сошёл с дистанции. Помимо этого, вновь выиграл «Джиро ди Ломбардия» и «Джиро делла Провинция ди Милан» (вместе с Бартоломео Аймо), закрыл десятку сильнейших на «Милан — Сан-Ремо».
В 1925 году в итоговой генеральной классификации «Джиро д’Италия» расположился на третьей строке, выиграв при этом восьмой этап. Показал второй результат на «Милан — Сан-Ремо», третий результат на «Джиро ди Тоскана», «Джиро дель Эмилия», «Милан – Модена», стал пятым на «Джиро ди Ломбардия» и седьмым на «Париж — Рубе».
В 1926 году в третий раз одержал победу в общем зачёте «Джиро д’Италия» (стал первым велогонщиком, кому удалось выиграть эти соревнования трижды), снова победил на восьмом этапе. Среди других наиболее значимых достижений в этом сезоне — победа на «Джиро делла Провинция ди Милан» (вместе с Альфредо Бинда), второе место на «Джиро дель Пьемонте» и «Милан — Модена», третий результат на итальянском национальном первенстве.
В 1927 году Брунеро выиграл тринадцатый этап «Джиро д’Италия», став в генеральной классификации вторым. Финишировал третьим на «Джиро ди Тоскана», седьмым на «Джиро ди Ломбардия», девятым на «Милан — Сан-Ремо».
Последний раз показывал сколько-нибудь значимые результаты в шоссейном велоспорте в 1928 году, когда занял девятое место на «Джиро д’Италия» и пришёл к финишу третьим на «Милан — Сан-Ремо».
По окончании сезона 1929 года принял решение завершить карьеру профессионального велогонщика.
Умер от неизлечимой болезни 23 ноября 1934 года в коммуне Чирие в возрасте 36 лет.